# Kronstadt Orion
Il Kronstadt Orion (in cirillico: Кронштадт Орион) è un Unmanned combat aerial vehicle (UCAV), velivolo da combattimento a pilotaggio remoto di fabbricazione russa, appartenente alla categoria dei droni MALE (Medium Altitude, Long Endurance) capaci di voli di lunga durata a medie altitudini e sviluppato da Kronstadt Group.
Pensato quale concorrente diretto del MQ-9 Reaper statunitense, l'Orion ha effettuato il suo primo volo nel corso del 2016 ed i primi 3 esemplari di serie sono stati consegnati alle forze aerospaziali russe nell'aprile 2020.
Progettato per svolgere missioni di ricognizione ed attacco al suolo, prevede un carico bellico composto da missili contro-carro o bombe guidate col quale è in grado di ingaggiare bersagli terrestri. A dicembre 2021 ha conseguito il primato per il primo abbattimento di un velivolo in combattimento aereo.
La sua versione di esportazione è stata denominata Orion-E.

## Storia

### Sviluppo
Sviluppato per ordine del Ministero della Difesa russo a partire dal 2011 dalla Kronstadt di San Pietroburgo, il primo prototipo è stato realizzato nel 2015. I test, condotti presso il Flight Research Institute, sono iniziati nella prima metà del 2016.
La versione di esportazione è stata presentata in occasione del MAKS- 2017 mentre al forum Army-2018, è stata presentata un'unità di controllo del carico bellico.
Nel 2021 è stata presentata una nuova versione da esportazione del velivolo dotata di sistema di guida satellitare e piloni alari e ventrale per il posizionamento dell'armamento. Un'ulteriore versione da ricognizione, dotata di un radar collocato in un'appendice ventrale carenata, ha fatto il suo debutto nel corso del forum Armya-2021. Nel dicembre dello stesso anno, in un poligono di tiro in Crimea, un Orion ha neutralizzato con successo un drone elicottero con un missile aria-aria miniaturizzato. La prestazione è valsa il primato per il primo abbattimento documentato di un obiettivo aerodinamico in volo da parte di un drone.

## Caratteristiche
Realizzato in materiali compositi per ridurre il peso, è propulso da un motore Rotax 914 dotato di turbocompressore ed è in grado di mantenersi in volo fino a 24 ore consecutive.
Tutti i principali mezzi optoelettronici sono controllati da un sistema di controllo elettronico a distanza.

### Armamento
L'Orion può essere equipaggiato con un carico bellico pari a 200 kg, che comprende: bombe guidate, plananti, a caduta libera e missili guidati.

## Impiego operativo
Nel dicembre 2019, il Ministro della Difesa Shoigu ne ha dichiarato l'utilizzo in operazioni di combattimento in Siria, in cui ne è stata testata sia la versione armata che non.
Il 20 aprile 2020, l'agenzia di stampa TASS ha riferito che il Ministero della Difesa russo ha accettato in servizio un primo batch di Orion, composto da 3 esemplari.

## Versioni
Orion
versione base.
Orion-E
versione da esportazione.
Orion-2
conosciuto anche come Helios, l'Orion-2 è una versione più grande dell'originale Orion, con un carico utile maggiore. È classificato come UAV di lunga durata ad alta quota (HALE). Un primo modello in scala reale è stato presentato il 27 agosto 2020 presso l'impianto pilota di Kronstadt. Il primo volo è previsto per il 2023.

## Utilizzatori
Russia
- Vozdušno-kosmičeskie sily

## Modelli comparabili
Russia
- Sokol Altius

 Stati Uniti
- MQ-9 Reaper